# 中川の箒スギ

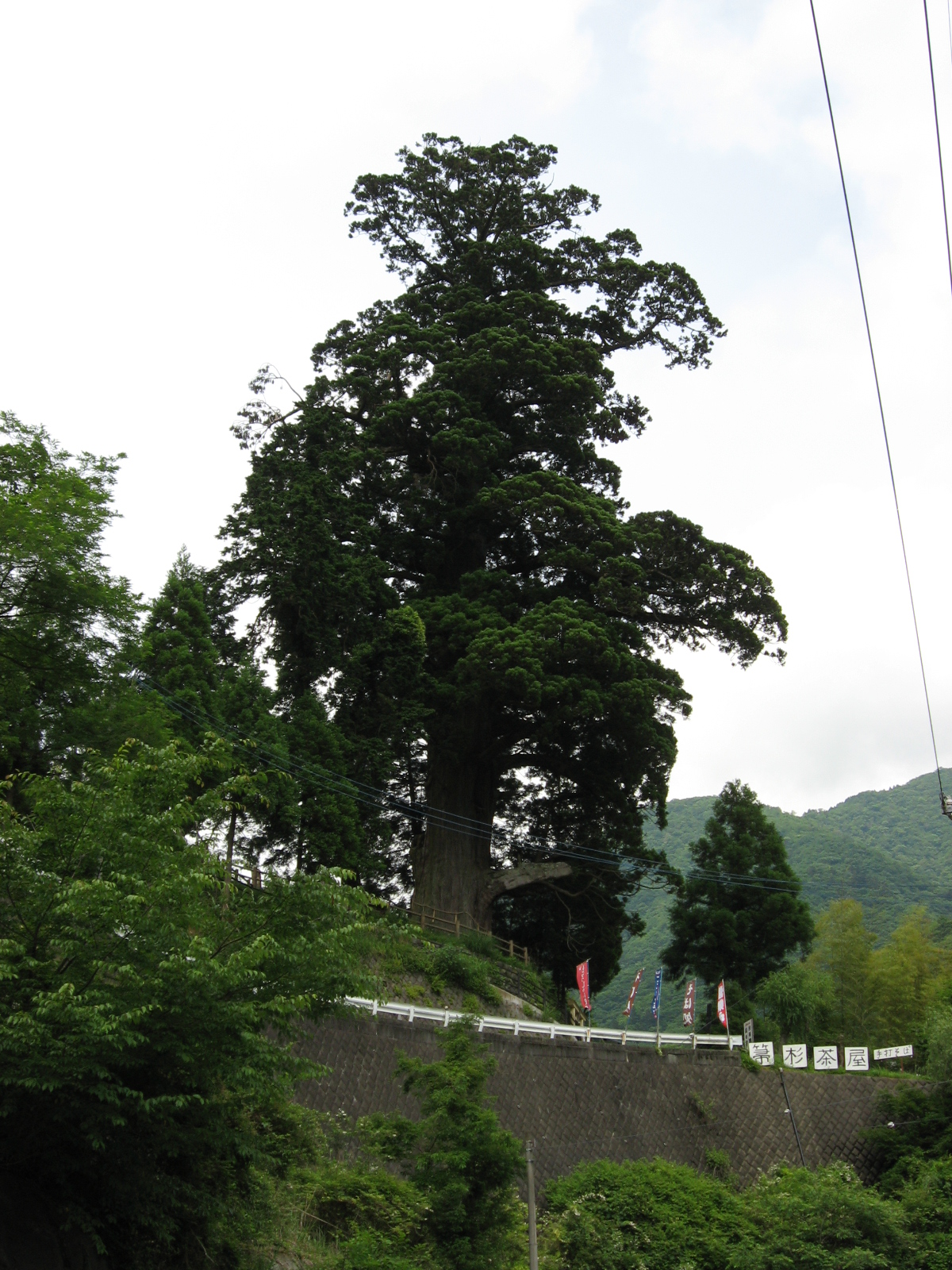
中川の箒スギ、2007年6月

中川の箒スギ（なかがわのほうきスギ）は、神奈川県足柄上郡山北町の中川地区に生育しているスギの巨木である。推定の樹齢は2000年以上といわれ、1934年（昭和9年）3月26日に国の天然記念物に指定された（指定名称は箒スギ）。関東地方では、千葉県鴨川市の「清澄の大スギ」（国の天然記念物）と並ぶスギの巨木といわれる。この名木は、大火と土砂崩れという2度の災害から付近の住民を守った経緯があり、地元の人々から崇敬の念を集めている。

## 由来
中川の箒スギは、山梨県との県境にほど近い中川地区の「箒沢」（ほうきざわ）集落入り口付近の日当たりが良い傾斜地に生育している。2007年（平成19年）7月5日に日本樹木医会神奈川県支部（かながわ樹木医会）が調査したところによると、主幹の胸高は11.09メートル、根元の周囲は11.9メートル、樹高は42.5メートルあり、神奈川県下だけではなく、関東地方でも有数のスギ巨木である。
箒スギという名称のいわれは、かつてこの地が「宝木沢」（ほうきざわ）と呼ばれていたのが転じたとも、樹形が「箒」に似ていたことから呼ばれるようになったともいわれる。江戸時代、この地は禁令によって、スギ・ヒノキ・ケヤキ・モミ・ツガ・カヤの6種の木の伐採が禁じられていた。幕藩体制の瓦解後、箒スギの周囲にあった木は伐採されて、茶畑に変わってしまった。かつては兄弟の木として同じくらいのスギが1本と小さいスギが1本あったが、2本とも1908年（明治41年）に伐採されている。
集落入り口付近に一本だけ残された形になった箒スギは、明治と昭和の2回、付近を襲った災害から住民を守った。最初は1904年（明治37年）に大火に見舞われた際のことで、箒スギが火の手を阻んだために集落は全滅を免れている。そのため箒スギの樹皮には、このとき焼損した痕跡が見受けられる。2度目の災害は、1972年（昭和47年）に起きた丹沢集中豪雨のときだった。箒スギの上部から土砂崩れが発生して箒スギを直撃したが、土砂の流れはこの木によって二手に分断される形になった。民家数軒が土砂に流されてしまったものの、箒スギがなければ被害はさらに甚大だったため、住民はこの木への崇敬の念をさらに深くしている。箒スギの根元には集落の守り神として「須賀神社」の祠が祀られており、かつて集中豪雨が発生した7月12日と、秋祭りの10月13日には地区の人々が参拝している。地区の老人会は、毎月1日に箒スギや神社の周囲を定期的に清掃して、感謝の念を表している。
箒スギは2003年（平成15年）夏の台風被害によって、根元付近から伸びていた大きな枝が折損して主幹を削るような形で損傷してしまった。樹形は多少損なわれたものの、樹木医の治療などによって樹勢に影響は出ていない。
箒スギは、「目通幹圍約一〇メートル直幹屹立杉ノ巨樹トシテ有數ノモノナリ」との理由で1934年（昭和9年）3月26日に国の天然記念物となった。その他に、1984年（昭和59年）に「かながわの名木100選」、1990年（平成2年）には同年の「国際花と緑の博覧会」開催に合わせて企画された「新日本名木100選」にも選出されている。2001年には、神奈川県と神奈川新聞社の共催で実施された「かながわ未来遺産100」にも選定された。

## 交通アクセス
所在地
- 神奈川県足柄上郡山北町中川702

交通
- 小田急小田原線・新松田駅、またはJR御殿場線・谷峨駅から富士急モビリティ（旧富士急湘南バス） <松62> 西丹沢ビジターセンター行で「箒沢」下車[15]。